# Hydraulisk despoti
Hydraulisk despoti er en betegnelse for en form for despoti, der bygger på kontrol over en enkelt nødvendig ressource. Begrebet blev første gang brugt af Karl August Wittfogel i værket Oriental Despotism fra 1957. Ressourcen var her vand (græsk hydor, hvoraf hydraulisk) som Wittfogel argumenterede for var et effektivt styreredskab i samfund som det gamle Egypten, Babylonien og Kina, hvor landbruget var afhængigt af overrisling.
Begrebet indgår også i Frank Herberts Dune-serie, hvor levevilkårene under sådant et despoti illustreres indgående.